# Грейфф, Леон де
Франсиско де Асис Леон Богислао де Грейфф Ойслер (исп. Francisco de Asís León Bogislao de Greiff Haeusler; 22 июля 1895, Медельин — 11 июля 1976, Богота) — колумбийский поэт, журналист, музыковед, дипломат.

## Биография
Прадед поэта, инженер и географ Карлос Сехисмундо де Грейфф (1793—1870) в 1826 переселился в Колумбию из Швеции. Будущий поэт окончил лицей в Медельине, поступил в горный институт Национального университета, курса не кончил: в 1913 был исключён за бунтарские выходки. В том же году участвовал в манифестации и схватке с консерваторами на площади Сан-Игнасио в Медельине.
Активный член литературной группы Los Panidas (1914—1915), дебютировал на страницах одноимённого журнала. В 1915 переехал в Боготу, поступил на юридический факультет столичного университета. Один из организаторов литературной группы Новые (исп. Los Nuevos) (1925). Преподавал литературу в Национальном университете (1940—1945), историю музыки — в консерватории Боготы.
Младший брат — музыковед Отто де Грейфф (1903—1995), племянник — Хорхе Ариас де Грейфф (род. 1922), инженер, астроном и историк.
Похоронен на Центральном кладбище Боготы.

## Творчество
Последовательный и непреклонный авангардист, создал собственную поэтическую вселенную неисчислимых форм и масок, представленную творчеством множества поэтов-гетеронимов, среди которых — Лео де Грис, Гаспар де Нюи (Ночной Гаспар) и др.

## Книги
- Tergiversaciones (1925)
- Cuadernillo poético (1929)
- Libro de Signos (1930)
- Variaciones alrededor de nada (1936)
- Prosas de Gaspar (1937)
- Semblanzas y comentarios (1942)
- Fárrago (1954)
- Bárbara Charanga (1957)
- Bajo el signo de Leo (1957)
- Nova et vetera (1973)
- Libro de relatos (1975)

## Признание
Национальная поэтическая премия (1970), тогда же был выдвинут кандидатом на Нобелевскую премию. Главная аудитория Национального университета в Боготе после смерти поэта была названа его именем.

## Публикации на русском языке
- Стихи (Перевод с испанского Сергея Гончаренко) // Поэзия Латинской Америки. М.: Художественная литература, 1975. С. 271–274. (Библиотека всемирной литературы)
- Под знаком Льва / Пер. c исп. и предисл. С. Гончаренко. М.: Художественная литература, 1986. 302 с.
- Стихи (Перевод с испанского Сергея Гончаренко) // Поэзия Колумбии. М.: Художественная литература, 1991. С. 93–127. pdf